# DCLXVI: To Ride, Shoot Straight and Speak the Truth
DCLXVI: To Ride Shoot Straight and Speak the Truth è il quarto album registrato in studio dalla death metal band svedese Entombed. DCLXVI rappresenta il 666, cioè il numero della bestia in numeri romani.

## Tracce
1. To Ride, Shoot Straight and Speak the Truth – 3:11
2. Like This with the Devil – 2:12
3. Lights Out – 3:36
4. Wound – 2:44
5. They – 4:06
6. Somewhat Peculiar – 3:20
7. DCLXVI – 1:44
8. Parasight – 2:50
9. Damn Deal Done – 3:25
10. Put Me Out – 2:25
11. Just as Sad – 1:52
12. Boats – 3:07
13. Uffe's Horrorshow – 1:19
14. Wreckage – 4:01

## Formazione
- Lars-Göran Petrov - voce
- Jörgen Sandström - basso
- Nicke Andersson - batteria
- Uffe Cederlund - chitarra
- Alex Hellid - chitarra